# Arnaldo Mesa
Arnaldo Mesa, född 6 december 1967 i Holguín, Kuba, död 17 december 2012 i Holguín, var en kubansk boxare som tog OS-silver i bantamviktsboxning 1996 i Atlanta. I första omgången besegrade Mesa Sveriges John H Larbi med 19-5. Mesa har också två guld i panamerikanska spelen och tre st VM-brons.